# Ny Nørup
Ny Nørup is een plaats in de Deense regio Zuid-Denemarken, gemeente Vejle. De plaats telt 435 inwoners (2008).